# Archie Mayo
Archibald Louis Mayo, más conocido como Archie Mayo (Nueva York, 29 de enero de 1891-Guadalajara, 4 de diciembre de 1968), fue un director de cine y actor estadounidense. Dirigió películas para Warner Bros. y Fox.

## Trayectoria artística
Hijo de un sastre, Mayo nació en la ciudad de Nueva York. Al terminar sus estudios secundarios en diversos centros públicos de la ciudad, se matriculó en la Universidad de Columbia.
Mayo se mudó a Hollywood en 1915. Su experiencia con la cinematografía comienza en 1916, cuando consigue un trabajo como «extra». Después se dedicó a escribir guiones cómicos y a dirigir cortometrajes en 1917.
Su filmografía incluye la película biográfica Is Everybody Happy? (1929) con Ted Lewis; Bought! (1931) con Constance Bennett; Noche tras noche (Night After Night, 1932) con George Raft fue la presentación de Mae West; la película de gánsteres La senda del crimen (The Doorway to Hell, 1930) con Lew Ayres y James Cagney, donde permitió que el principiante Cagney destacara por encima del actor principal; ¡Qué semana! (Convention City, 1933) con Joan Blondell; Por el mal camino (The Mayor of Hell, 1933) con James Cagney; El bosque petrificado (The Petrified Forest, 1936) con Bette Davis y Humphrey Bogart; y Las aventuras de Marco Polo (The Adventures of Marco Polo, 1938) con Gary Cooper.[cita requerida]
Rodó con una jovencísima Barbara Stanwyck Ilícito (Illicit, 1931) y volvió a filmar, con ella como protagonista, Siempre en mi corazón (Ever in My Heart, 1933) y La novia de la suerte (Gambling Lady, 1934).[cita requerida]
Mayo se retiró en 1946, justo después de completar el rodaje de la hilarante comedia Una noche en Casablanca (A Night in Casablanca, 1946) con los Hermanos Marx, y la comedia fantástica El Diablo y yo (Angel on My Shoulder, 1946) con Paul Muni, Anne Baxter y Claude Rains.[cita requerida]

### Fallecimiento
Más de 20 años después de su retiro, Mayo falleció en Guadalajara (México) el 4 de diciembre de 1968. Está enterrado en Hollywood Forever Cemetery.

## Reconocimiento
Mayo tiene una estrella en el Paseo de la fama de Hollywood; en concreto en el número 6301 de Hollywood Boulevard, desde el 8 de febrero de 1960.

## Filmografía

### Cine mudo
- Christine of the Big Tops (1926)
- Money Talks (1926)
- Juanito, córtate el pelo (Johnny Get Your Hair Cut, 1927)
- La colegiala coqueta (The College Widow, 1927)
- Hijo mío (Dearie, 1927)
- Quarantined Rivals (1927)
- Slightly Used (1927)
- State Street Sadie (1928)
- La taberna roja (The Crimson City, 1928)

### Cine sonoro
- On Trial (1928)
- My Man (1928)
- Sonny Boy (1929)
- Is Everybody Happy? (1929)
- The Sacred Flame (1929)
- Wide Open (1930)
- Courage (1930)
- Oh, Sailor Behave! (1930)
- La senda del crimen (The Doorway to Hell, 1930)
- Sangre en la selva (Vengeance, 1930)
- Ilícito (Illicit, 1931)
- Svengali (1931)
- Ilusión juvenil (Under Eighteen, 1931)
- Bought! (1931)
- Noche tras noche (Night After Night, 1932)
- Street of Women (1932)
- Two Against the World (1932)
- The Expert (1932)
- Su última pelea (The Life of Jimmy Dolan, 1933)
- Por el mal camino (The Mayor of Hell, 1933)
- Siempre en mi corazón (Ever in My Heart, 1933)
- ¡Qué semana! (Convention City, 1933)
- La novia de la suerte (Gambling Lady, 1934)
- El hombre de las dos caras (The Man with Two Faces, 1934)
- Desirable (1934)
- Barreras infranqueables (Bordertown, 1935)
- Casino de París (Go Into Your Dance, 1935)
- The Case of the Lucky Legs (1935)
- El bosque petrificado (The Petrified Forest, 1936)
- I Married a Doctor (1936)
- Give Me Your Heart (1936)
- La legión negra (Black Legion, 1937)
- Es amor lo que busco (It's Love I'm After, 1937)
- Call It a Day (1937)
- Las aventuras de Marco Polo (The Adventures of Marco Polo, 1938)
- Vocación de marino (Youth Takes a Fling, 1938)
- Rapsodia de juventud (They Shall Have Music, 1939)
- El gangster y la bailarina (The House Across the Bay, 1940)
- Four Sons (1940)
- The Great American Broadcast (1941)
- La tía de Carlos (Charley's Aunt, 1941)
- Confirm or Deny (1941)
- Marea de luna (Moontide, 1942)
- Viudas del jazz (Orchestra Wives, 1942)
- Tiburones de acero (Crash Dive, 1943)
- Sweet and Low-Down (1944)
- Una noche en Casablanca (A Night in Casablanca, 1946), con los Hermanos Marx
- El Diablo y yo (Angel on My Shoulder, 1946)